# 和歌山県道9号岩出海南線
和歌山県道9号岩出海南線（わかやまけんどう9ごう いわでかいなんせん）は、和歌山県岩出市から同県海南市に至る主要地方道に指定された県道である。
1994年（平成6年）3月以前の旧名称は船戸海南線。

## 概要
多くの区間が熊野古道と重複している。
起点は和歌山バイパスが開通するまで国道24号との交点だったため、岩出市中心部や岩出橋は県道9号に含まれておらず、岩出市内の区間は非常に短くなっている。また、岩出橋が多数の県道の合流するボトルネックであるため、和歌山県道10号岩出野上線との交点は交通量が多い。周辺には農地や集落があるため、生活道路として地元住民が利用している。
起点から和歌山市平尾にかけて快適な2車線道となっているが、その後は1車線道や1.5車線道が続く。
海南市多田からは、和歌山県道135号和歌山海南線と合流する同市黒江地区の交差点付近にかけて、再び快適な2車線道となっている。しかし、黒江地区南部は市街地が密集しており、再び狭い道となっているため、拡幅事業が進行中である。
その後は、国道42号との終点付近を残し、2車線整備が完了している。

### 路線データ
- 実延長：11.928km
- 起点：岩出市船戸（和歌山県道10号岩出野上線交点）
- 終点：海南市船尾（国道42号・和歌山県道162号海南港線交点）

## 歴史
- 1993年（平成5年）5月11日 - 建設省から、一般県道船戸海南線が岩出海南線として主要地方道に指定される[1]。
- 1994年（平成6年）4月1日 - 和歌山県が主要地方道岩出海南線を路線認定。

## 路線状況

### 重複区間
- 和歌山県道138号和歌山野上線（和歌山県和歌山市伊太祈曽 地内）
- 和歌山県道160号沖野々森小手穂線（阪和自動車道高架下のみ）
- 和歌山県道136号秋月海南線（和歌山市仁井辺バス停付近 - 亀川郵便局北交差点付近）
- 和歌山県道161号小野田内原線（海南市多田橋バス停付近 - 亀川郵便局北交差点付近）
- 和歌山県道135号和歌山海南線（海南市黒江 地内）

### トンネル
- 矢田隧道（和歌山市）- 200ｍ

## 地理

### 通過する自治体
- 和歌山県
  - 岩出市 - 和歌山市 - 海南市

### 交差する道路
- 和歌山県道10号岩出野上線（岩出市船戸・起点）
- 和歌山県道143号井ノ口秋月線（和歌山市井ノ口・井ノ口交差点）
- 和歌山県道143号井ノ口秋月線（和歌山市井ノ口・井ノ口南交差点）
- 和歌山県道13号和歌山橋本線・和歌山県道138号和歌山野上線 （和歌山市平尾・伊太祈曽駅北交差点）
- 和歌山県道157号山東停車場線（和歌山市伊太祈曽）
- 和歌山県道138号和歌山野上線（和歌山市伊太祈曽）
- 和歌山県道160号沖野々森小手穂線（和歌山市境原）
- 和歌山県道160号沖野々森小手穂線（和歌山市松原）
- 和歌山県道136号秋月海南線（海南市多田）
- 和歌山県道161号小野田内原線（海南市多田）
- 和歌山県道136号秋月海南線・和歌山県道161号小野田内原線（海南市且来・亀川郵便局北交差点）
- 和歌山県道137号三田海南線（海南市岡田）
- 和歌山県道135号和歌山海南線（海南市黒江）
- 和歌山県道135号和歌山海南線（海南市黒江）
- 国道42号・和歌山県道162号海南港線（海南市船尾・終点）

### 沿線
- 和歌山市立高積中学校（和歌山県和歌山市布施屋）
- 矢田峠（和歌山市禰宜）
- わかやま電鉄　伊太祈曽駅（和歌山県和歌山市伊太祈曽）
- 紀勢本線（海南市）
- 海南黒江郵便局（海南市船尾）